# Юрченко Дмитро Олександрович
Дмитро Олександрович Юрченко (нар. 9 травня 1973) — радянський та український футболіст, нападник.

## Життєпис
Грав у першостях СРСР та України в командах «Вагонобудівник» / «Шахтар» (Стаханов), «Верес» (Рівне), «Екіна» (Алмазна). Також у 1992—1994 роках виступав у другій та першій лігах Білорусі за клуби «Рада» (Клецьк) та КПФ (Слонім).
У 1999 році прийняв запрошення від «Миколаєва», де зіграв 11 матчів у вищій лізі України. Дебют — 17 квітня 1999 року в матчі СК «Миколаїв» — «Таврія» (Сімферополь), 1:2. Наступного сезону зіграв ще 6 матчів за миколаївський клуб у першій лізі. Продовжив кар'єру в аматорських командах «Шахтар» (Луганськ) і «Динамо» (Стаханов).
З травня 2011 року працював адміністратором у клубі «Брянка».